# Layer Breton
Pour les articles homonymes, voir Layer et Breton (homonymie).
 (avril 2023).
Layer Breton est un village et une paroisse civile de l'Essex, en Angleterre.